# Utah Motorsports Campus
O Utah Motorsports Campus é um autódromo localizado em Tooele, Utah, nos Estados Unidos, conta com um circuito misto de 7,220 km e um kartódromo.

## História
O circuito foi inaugurado em 2006 como Miller Motorsports Park, construído por Larry H. Miller, dono do Utah Jazz, recebeu corridas da American Le Mans Series, Rolex Sports Car Series, NASCAR Pro Series West, Campeonato Mundial de Superbike e AMA Superbike, em 2015 mudou para o nome atual.